# Culex oedipus
Culex oedipus är en tvåvingeart som beskrevs av Francis Metcalf Root 1927. Culex oedipus ingår i släktet Culex och familjen stickmyggor. Inga underarter finns listade i Catalogue of Life.